# تيوفيلو براغا
تيوفيلو براغا (بالبرتغالية: Teófilo Braga) (و. 1843 – 1924 م) هو عالم الإنسان، وسياسي، وكاتب، وفيلسوف، وبروفيسور (أستاذ جامعي)، وشاعر من البرتغال ولد في بونتا ديلغادا.

## التعليم
تعلم في جامعة قلمرية.

## روابط خارجية
- تيوفيلو براغا على موقع الموسوعة البريطانية (الإنجليزية)